# Khedara
Khedara est une commune de la wilaya de Souk Ahras en Algérie, située à environ 40 km à l'est de Souk Ahras et à la limite de la frontière tunisienne.

## Géographie

### Situation
Le territoire de la commune de Khedara se situe à l'est de la wilaya de Souk Ahras.
| Ouled Driss, Ouillen | Aïn Zana, Ouled Moumen | Ouled Moumen                  |
| Ouillen              | Khedara                | Sakiet Sidi Youssef (Tunisie) |
| Ouillen, Merahna     | Merahna,Heddada        | Heddada                       |

### Localités de la commune
La commune de Khedara est composée de dix-sept localités :
- Bordj M'Rraou
- Bousrouta
- Draa El Methène
- El Argoub
- El Bordj
- El Guerir
- El Karma
- El Matanène
- Esarouf
- Etachouchia
- Hafret
- Henchir El Guelled
- Khenguet
- Maala
- Oum Chouicha
- Oum Labhieb
- Tadjine